# Bent Winther
Bent Winther (født 16. september 1964 i Frederikshavn) er en dansk journalist, der er redaktør for Berlingske-tillægget Politiko og politisk kommentator.

## Baggrund
Han er født i Frederikshavn, og bosiddende i Vanløse. Fra sit tidligere ægteskab med Helle Ib har han to børn,
August (f.1997) og Christine (f. 2000). I 2012 blev han gift med Anne Christine Winther, og de har sammen Herbert Emil Winther (f. 2009). Anne Christine, har sønnen Oscar Bastié.
Winther er bachelor i statskundskab fra Københavns Universitet i 1988 og journalist fra Danmarks Journalisthøjskole i 1992.
Han blev som nyuddannet ansat ved Det Fri Aktuelt, men kom allerede samme år til Berlingske Tidende som politisk reporter og rejsende udlandskorrespondent. I 1996 blev han indlandsredaktør og medlem af redaktionsledelsen samme sted, og i 2000 redaktør for Berlingske Søndag. Fra 2001 til 2005 var han chefredaktør for Ugebrevet A4. Han var siden medredaktør for Dagbladet Information og udgjorde sammen med Palle Weis avisens chefredaktion fra 2005 til 2010.